# Andrä Rupprechter
Andrä Rupprechter (ur. 31 maja 1961 w Brandenbergu) – austriacki polityk, urzędnik państwowy i europejski, od 2013 do 2017 minister rolnictwa, leśnictwa, środowiska i gospodarki wodnej.

## Życiorys
Ukończył ekonomię rolnictwa na uniwersytecie rolniczym w Wiedniu (BOKU). Pod koniec lat 80. był asystentem dyrektora Österreichischer Bauernbund, zrzeszenia rolników afiliowanego przy Austriackiej Partii Ludowej. W latach 1989–1997 wchodził w skład gabinetów politycznych ministrów rolnictwa Franza Fischlera i Wilhelma Molterera. Był członkiem zespołu negocjującego warunki akcesji Austrii do Unii Europejskiej. Od 1998 był zastępcą szefa sekcji, a od 2002 szefem sekcji w austriackim ministerstwie rolnictwa. W 2007 przeszedł do pracy w administracji Rady Unii Europejskiej jako dyrektor w sekretariacie generalnym, początkowo ds. rolnictwa i rozwoju obszarów wiejskich, a następnie ds. komunikacji i transparentności.
W grudniu 2013 z rekomendacji Austriackiej Partii Ludowej objął stanowisko ministra rolnictwa, leśnictwa, środowiska i gospodarki wodnej w drugim rządzie Wernera Faymanna. Pozostał na tej funkcji także w utworzonym w maju 2016 gabinecie Christiana Kerna.
W wyborach w 2017 z ramienia ludowców uzyskał mandat deputowanego do Rady Narodowej XXVI kadencji. W grudniu tegoż roku zakończył pełnienie funkcji rządowej. W styczniu 2018 złożył mandat poselski w związku z powrotem do pracy urzędniczej.
Odznaczony Wielką Srebrną Odznaką Honorową za Zasługi dla Republiki Austrii.